# Bobby Knoxall
Bobby Knoxall, artiestennaam van Robert McKenna (Sunderland, 24 december 1933 — ibid., 20 juli 2009), was een Brits komiek. Hij trad ruim vijftig jaar lang op en was aanvankelijk rock-'n-roll-zanger. Mettertijd begon hij steeds meer humor in zijn voorstellingen te integreren, en in de jaren zeventig was hij een populair komiek in Noordoost-Engeland geworden. Voor zijn werk voor liefdadigheid, waarmee hij naar schatting ruim een miljoen pond verzamelde, werd hij in 2004 onderscheiden met de benoeming tot Lid in de Orde van het Britse Rijk (MBE) benoemd.

## Carrière
Knoxall groeide op als een buurtjongen in Sunderland (een Mackem) en sprak zijn hele leven Geordie. Hij werd tweemaal van school gestuurd en was op zijn twaalfde nog steeds analfabeet. Als tiener verdiende hij de kost door op straat tomaten te verkopen. Toen hij als muzikant begon op te treden, trok hij naar Londen. In de loop der jaren trad hij onder andere als voorprogramma voor Johnny Mathis, Roy Orbison en Louis Armstrong op.
Zijn eerste tournee bracht hem naar Italië, Frankrijk en Duitsland, maar het publiek in Europa had moeite om zijn Geordiedialect te verstaan; in plaats daarvan beperkte hij zodoende tot zingen en gymnastiekoefeningen uitvoeren. Hij bezocht tevens Afrika en het Midden-Oosten en trad naast Ella Fitzgerald en José Feliciano op.
Terug in Tyne and Wear schuimde hij talloze clubs af om zijn comedyvoorstellingen bij te schaven. De muziek verdween steeds meer naar de achtergrond; uiteindelijk bestonden zijn voorstellingen zuiver uit moppen, droge opmerkingen en woordspelingen. In felkleurige pakken, en met een weelderige bos rosse krullen, verzorgde hij in de jaren zeventig laconieke performances, waarin hij grappen maakte over het harde leven in de regio Newcastle tijdens zijn jeugd en de mentaliteit van ‘zuiderlingen’ (Cockneys) bespotte, afgewisseld met rijmpjes en doordenkers. Als hevig supporter van de voetbalclub Sunderland AFC vergezelde hij hen in 1973 naar het Wembley Stadium, alwaar de ploeg de FA Cup won. Ter gelegenheid hiervan nam hij een single op, Sunderland all the way. Hij was eveneens een liefhebber van boksen.
In zijn late jaren kampte hij met lever- en nierproblemen en trok zich terug uit het openbare leven; anno 2002 maakte hij evenwel een comeback op de bühne om de aankoop van een nieuwe installatie voor het lokale ziekenhuis te financieren. Zijn talrijke optredens voor de liefdadigheid maakten hem goed bevriend met Tony Blair, en op aanbeveling van onder andere het stadsbestuur werd hij voor de onderscheiding van "Lid in de Orde van het Britse Rijk" voorgedragen. In 2004 ontving hij deze benoeming uit handen van Elizabeth II. In 2003 publiceerde hij een autobiografie, Stand Up! getiteld.
Knoxall was getrouwd en had vier kinderen. Hij overleed in het ziekenhuis van Sunderland; zijn uitvaart werd verzorgd door zijn neef, die priester was, en door honderden gegadigden bijgewoond.